# Костянтин Ференбах
Костянтин Ференбах (нім. Konstantin (Constantin) Fehrenbach; 11 січня 1852, Веллендінген, Велике герцогство Баден — 26 березня 1926, Фрайбург) — німецький політик, один із лідерів Партії Центру. З 25 червня 1920 до 4 травня 1921 року — рейхсканцлер Веймарської республіки. Подав у відставку у травні 1921 року на знак незгоди з питанням про виплату військовослужбовцям репарацій союзникам. Ференбах очолював фракцію рейхстагу Центральної партії з 1923 року до своєї смерті 1926 року.

## Студентські роки
Батько Костянтина Ференбаха Йоганн був сільським вчителем. Батьки хотіли, щоб Костянтин став священиком. Після закінчення школи 1871 року Ференбах вступив у Фрайбурзький університет, де вивчав католицьку теологію. Там Ференбах швидко зрозумів, що целібат не входить до його планів. Тому 1874 року він покинув теологію і перевівся на юридичний факультет. 1879 року успішно склав іспит кандидата на юридичну посаду і того ж року одружився з дочкою адвоката Марією Хоснер. У подружжя Ференбахів народилася дочка.

## Адвокат і муніципальний політик
Склавши іспити 1882 року, Ференбах зайнявся адвокатською діяльністю у Фрайбурзі та спеціалізувався переважно на кримінальних процесах. Незабаром він здобув авторитет у середнього класу міста й зайнявся місцевою політикою. 1884 року Ференбаха обрали до міських зборів депутатів Фрайбурга від центристів. У 1885—1887 роках Ференбах обирався депутатом ландтагу великого герцогства Баден, однак через розбіжності з політикою своєї партії з церковних питань склав свої повноваження. Повернення Ференбаха на політичну сцену земельної рівня відбулося 1901 року, де Ференбах представляв інтереси своїх виборців до 1913 року. Здатність Ференбаха знаходити компромісні рішення в міжпартійних стосунках знадобилася й у вирішенні питання про політичний католицизм. 1907 року більшістю голосів центристів, консерваторів і лібералів Костянтин Ференбах його обрали президентом ландтагу. Проти проголосувала лише фракція СДПН, яка вважала Ференбаха представником ідей монархічної держави.

## Депутат

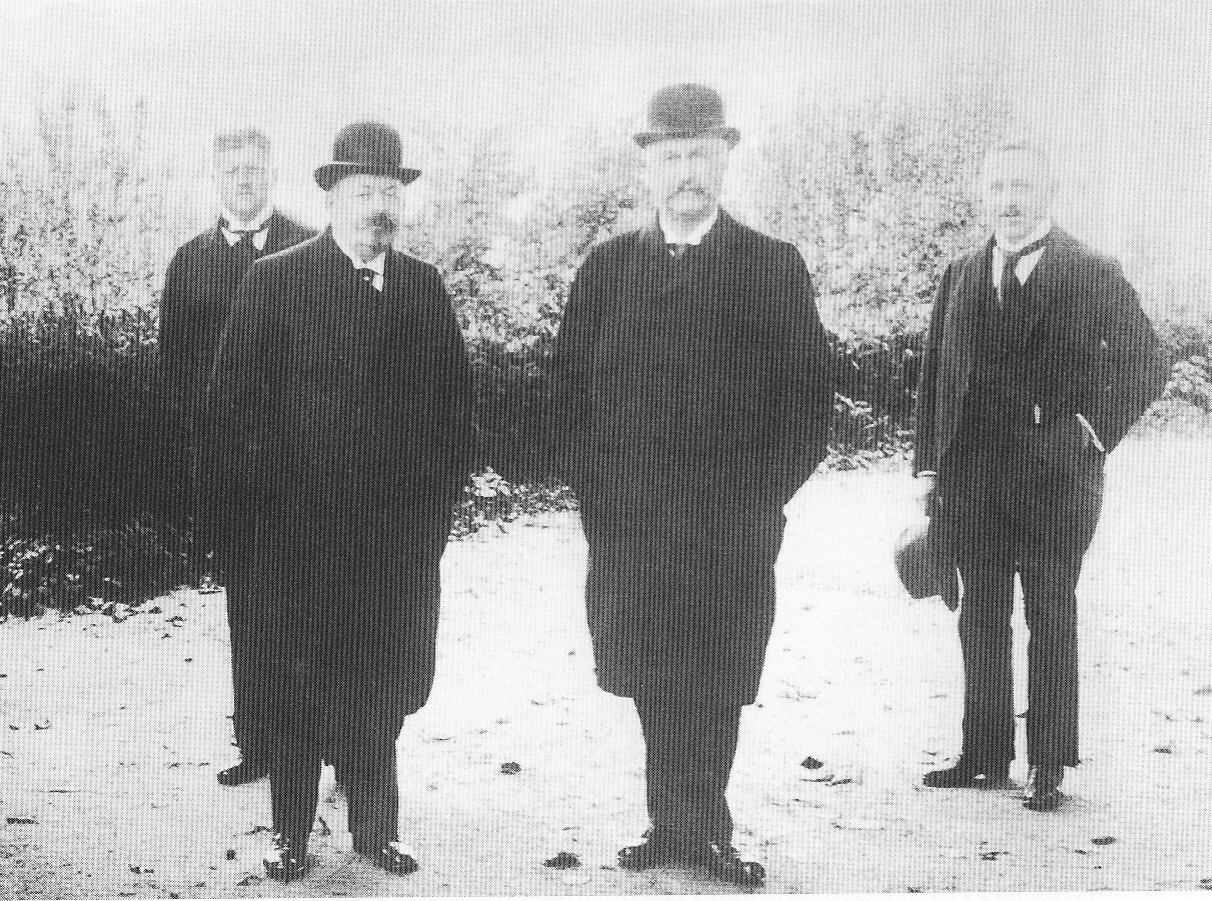
Рейхсканцлер Ференбах (у центрі, другий праворуч) і рейхспрезидент Фрідріх Еберт. 1920

1903 року Ференбах став депутатом рейхстагу від партії Центру на виборчому округу Лар. 1909 року Ференбах виступив на підтримку нового рейхсканцлера Теобальда фон Бетмана-Гольвега.
3 грудня 1913 року Ференбах прославився своєю промовою на всю Німеччину. У ході розгляду так званої Савернскої справи у зв'язку зі зловживаннями владою в ельзаському місті Саверн Ференбах виступив проти генерального штабу й військових із закликом створити конституційну державу. Погляди Ференбаха знайшли широку підтримку у центристів, соціал-демократів і членів Прогресивної народної партії. Якщо з цього питання критика Ференбаха була спрямована проти канцлера Бетмана-Гольвега, то в питаннях зовнішньої політики і реформ Ференбах був повністю на боці канцлера. Під час Першої світової війни Ференбах, який займав пост голови головного комітету рейхстагу, став надійною опорою Бетмана-Гольвега в реалізації політики класового миру.
У червні 1918 року Ференбаха призначили президентом рейхстагу. Ференбах вірив, що реформи, запропоновані кайзером Вільгельмом II у Великодньому посланні 1917 року, дозволять здійснити перехід до парламентсько-демократичної монархії. Тому повалення монархії в листопаді 1918 року глибоко вразило переконаного прихильника прогресивної, обмеженої парламентом імператорської влади. У своїй спробі скликати старий рейхстаг задля збереження монархії Ференбах натрапив на протидію Ради народних уповноважених. Разом із тим Веймарські національні збори обрали Ференбаха своїм головою, оскільки за винятком питання реформ він обстоював демократичну правову державу. Спочатку на цей пост обрали Едуарда Давида, але він був змушений подати у відставку в зв'язку з протестом фракції центристів, які не бажали змиритися з тим, що всі три головних державних поста (рейхспрезидент, імперський прем'єр-міністр і президент Національного зборів) опинилися в руках соціал-демократів.

## Рейхсканцлер

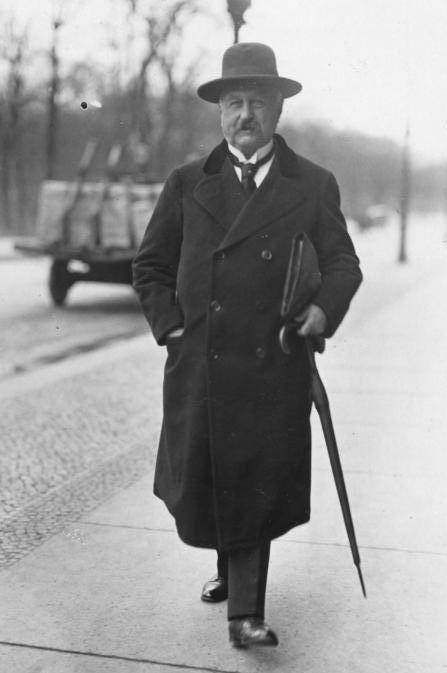
Костянтин Ференбах. 1921

Велика коаліція в рейхстазі Веймарської республіки стала жертвою виборів 1920 року, коли значна кількість виборців СДПН віддала свої голоси за НСДПН. Таким чином центристи, НДП і ННП сформували кабінет меншості, який із будь-якого значимого питання залежав від позиції СДПН. Ця коаліція потребувала людину, яка вміє знаходити компроміси, і посаду рейхсканцлера запропонували 68-річному президентові парламенту Костянтину Ференбаху. Після тривалих роздумів він погодився.
Головним завданням Ференбаха на посаді рейхсканцлера було забезпечити виконання Версальського договору, який встановлював лише рамкові умови для роботи численних конференцій із питання репарацій. Для цього відбулася 5-16 липня 1920 року конференції у Спа, до участі в якій уперше допустили представників Німеччини, делегацію очолив рейхсканцлер Ференбах. У своїй промові, зверненій до представників Антанти, він вимагав збільшити допустиму чисельність збройних сил Німеччини за Версальським договором щонайменше вдвічі. На референдумі з питання Західної Пруссії та Верхньої Сілезії у складі Німеччини переважна більшість населення висловилося за збереження наявної ситуації.
На конференціях у Парижі та Лондоні на початку 1921 року обговорювалися загальний розмір і процедури репараційних виплат. Ференбах і міністр закордонних справ Вальтер Сімонс виступили з протестом проти політики держав-переможниць, що призвело до окупації плацдармів на правому березі Рейну. Утім, Ференбах, який очолював делегацію Німеччини, зумів домогтися зниження розміру репараційних виплат, встановлених Версальським договором. Щоб змусити Німеччину виконувати умови виплати репарацій, Антанта висунула так званий Лондонський ультиматум. При вирішенні питання про прийняття умов уперше чітко відобразила протиріччя всередині коаліції політичного центру. Ференбаху не вдалося подолати їх, і 4 травня 1921 року він разом зі своїм кабінетом подав у відставку.
Після відставки з посади рейхсканцлера Німеччини Костянтин Ференбах продовжив активну політичну діяльність. Глибоко вражений убивством Вальтера Ратенау, 1923 року Ференбах зайняв пост заступника голови Союзу боротьби з антисемітизмом. Переконаний демократ, Ференбах підтримав 1924 року створення Рейхсбаннера, надпартійного об'єднання, що ставив за мету захист республіки від радикалізму. До своєї смерті Ференбах очолював фракцію центристів у рейхстазі. 26 березня 1926 року Костянтин Ференбах помер у Фрайбурзі у віці 74 років. Почесний громадянин міста Фрайбурга був похований із державними почестями на головному цвинтарі Фрайбурга.